# Jonathan Castroviejo
Jonathan Castroviejo Nicolás (Guecho, Vizcaya, 27 de abril de 1987) es un ciclista español. Desde 2018 corre para el equipo UCI WorldTeam británico INEOS Grenadiers.
El 8 de mayo de 2025 anunció su retirada del ciclismo profesional a finales de esa temporada.

## Biografía

### Ciclismo juvenil y amateur
En categoría júnior (juveniles), corrió en el equipo Punta Galea de Guecho, donde tuvo una exitosa trayectoria que le llevó a ser calificado como el mejor juvenil de Vizcaya.
Como ciclista amateur corrió siempre en el equipo Seguros Bilbao, dirigido por Xabier Artetxe. En 2006, su primer año, logró algunos buenos resultados, en una temporada en la que su compañero de equipo Beñat Intxausti dominó buena parte de las carreras. En 2007, su segunda temporada, ya como líder del Seguros Bilbao (tras el paso de Intxausti a profesionales), Castroviejo realizó una gran temporada ganando en Ereño, Lauquíniz, Aiegi, Berriatua, Vergara, Marquina y el Campeonato del País Vasco Contrarreloj. Así, ganó Trofeo Lehendakari de ese año, que distingue al mejor ciclista vasco de 19-20 años de la temporada.
Su exitosa trayectoria y progresión hizo que fuera fichado por la Fundación Euskadi. Siguiendo el plan de cantera de la escuadra, decidió pasar primero por el equipo profesional filial, el Orbea (de categoría Continental) para optimizar su preparación y formación antes de dar el salto al primer equipo, el Euskaltel-Euskadi (de categoría UCI ProTour).

### Ciclismo profesional

#### Comienzos en el profesionalismo

##### 2008: debut
En su temporada de debut no logró resultados destacables siendo sus mejores actuaciones un quinto puesto en la etapa reina de la Vuelta a Asturias y el undécimo puesto (empatado a tiempo con el décimo) en el Campeonato de España Contrarreloj. A pesar de ello el ciclista valoró positivamente su temporada de aprendizaje.

##### 2009: primeras victorias
En 2009 decidió continuar un año más en el Orbea antes de dar el salto al UCI ProTour, realizando la pretemporada en Tenerife. En el Tour Haut Anjou francés, tras ser segundo en la contrarreloj individual (a cuatro segundos del ganador), estrenó su palmarés como profesional con la victoria en la tercera etapa (de cien kilómetros entre Saint-Martin-du-Bois y Craon) tras descolgar a sus compañeros de escapada. Poco después también consiguió la victoria en la etapa prólogo de la Ronde d'Isard donde finalmente consiguió un segundo puesto en clasificación general, el mismo puesto que consiguió semanas después en el Circuito Montañés. Para finalizar ese buen ciclo de resultados fue sexto en el Campeonato de España Contrarreloj, mejorando su actuación del año anterior.
En el Tour del Porvenir ganó la quinta etapa, aunque enterró sus opciones de ganar en la general como consecuencia de una caída en la segunda etapa, que le hizo perder más de 18 minutos. Su última carrera de la temporada fue el Mundial de Fondo en Carretera sub-23, donde fue 13.º, encabezando el pelotón principal.

#### Euskaltel-Euskadi

##### 2010
En el 2010 dio el salto al equipo Euskaltel-Euskadi donde sonsiguió resultados menores como la victoria en la clasificación de los sprints intermedios en la Volta a Cataluña. Respecto a resultados parciales y generales destacó en las contrarreloj con un segundo puesto en la de la Vuelta a Asturias y un quinto en el Campeonato de España Contrarreloj.

##### 2011
Estrenó su casillero de victorias de primer nivel en el prólogo del Tour de Romandía 2011, (perteneciente al UCI WorldTour), disputado en la ciudad Suiza de Martigny, sobre un recorrido de 3,5 kilómetros. También fue convocado para el Mundial de Ciclismo en la categoría de Contrarreloj individual acabando en 11.ª posición y siendo el mejor corredor de la selección española en esta modalidad.
En septiembre de 2011 se hizo oficial su fichaje por el Movistar Team durante tres años.

#### Movistar Team

##### Juegos Olímpicos de Londres 2012

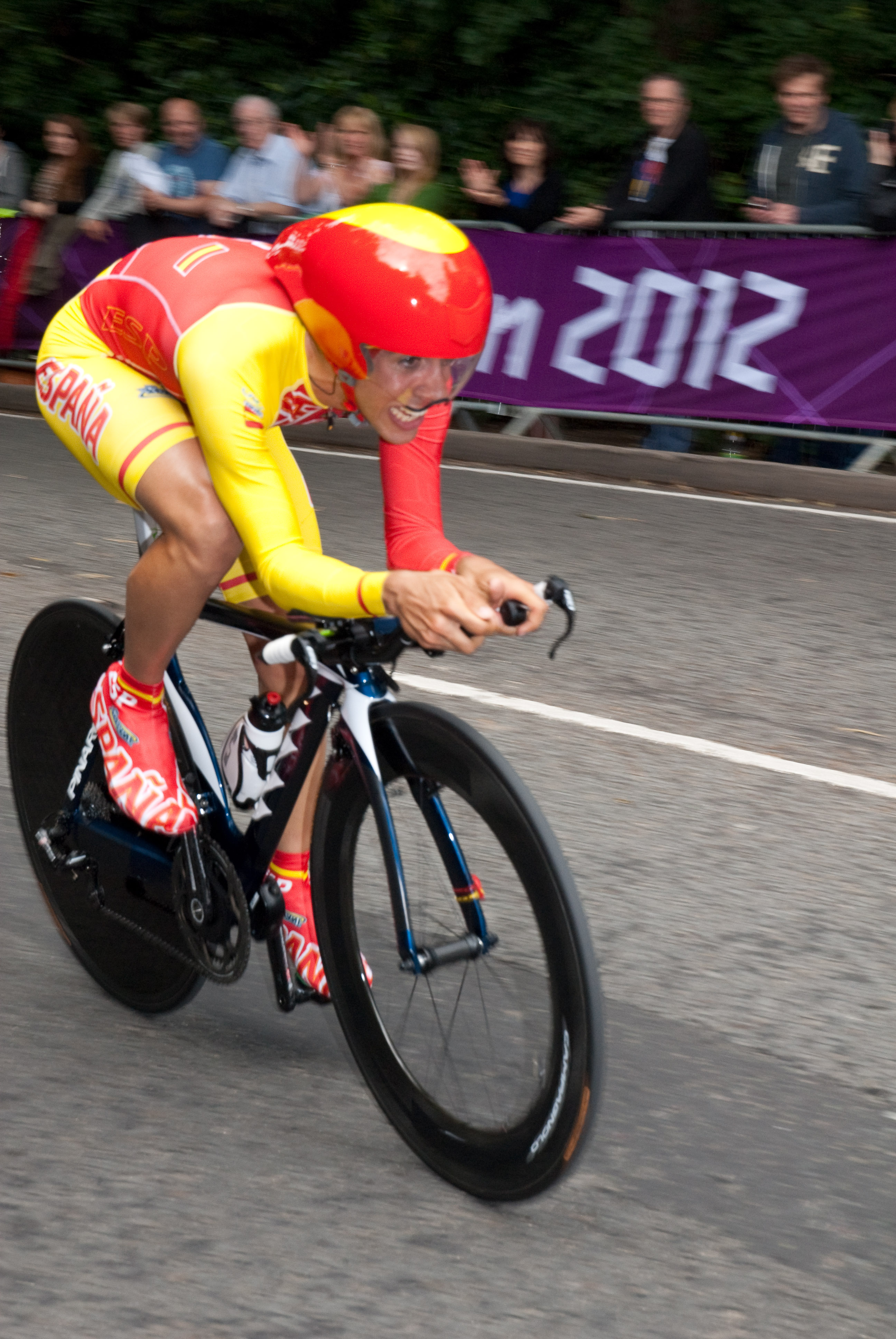
Castroviejo durante la contrarreloj de los Juegos Olímpicos de Londres de 2012

Castroviejo fue seleccionado para los Juegos Olímpicos de Londres de 2012 solo en la prueba de contrarreloj, pero después de la lesión del defensor del oro en ruta de Pekín Samuel Sánchez en el Tour de Francia, completó el equipo de cinco en ruta. En la prueba olímpica de ruta, Jonathan fue vigesimosexto, realizando un gran trabajo para la selección española por sus condiciones de rodador, mientras que en contrarreloj fue noveno a las puertas del diploma olímpico.

##### Crítica a los nuevos dirigentes de su exequipo
Jonathan, el 21 de septiembre de 2012, fue uno de los firmantes del comunicado en contra de la nueva gestión deportiva del Euskaltel-Euskadi de cara a la temporada 2013 en la que, no renovaron a ciclistas vascos apreciados por la afición y compañeros del pelotón para fichar a corredores extranjeros (hasta dicha fecha el equipo se componía solo de ciclistas vasco-navarros o formados en equipos del ciclismo amateur vasco-navarro). Estos corredores temieron que los extranjeros pudiesen quitar puestos en la plantilla a corredores españoles y así se limitase la opción de ser profesional para muchos de ellos.

##### Campeonato de España Contrarreloj
En 2013 ganó por primera vez el Campeonato de España de Ciclismo Contrarreloj.

##### Debut en el Tour de Francia y resto de la temporada
Después de su éxito nacional, disputó su primer Tour de Francia en el que Alejandro Valverde fue 8.º en la general y Nairo Quintana 2.º. Terminó su primera Grand Bouclé en el lugar n.º97. En los campeonatos del mundo de Florencia, participó en tres nuevas razas de élite masculinos. Fue 14.º en la contrarreloj individual y en ruta, el equipo español liderado por Joaquim Rodríguez y Alejandro Valverde fueron medallistas de plata y bronce, y el portugués Rui Costa, miembro del Movistar medallista de oro.

##### 2014: gregario de lujo de Quintana en el Giro
En 2014, Castroviejo disputó el Giro de Italia siendo una pieza clave y un gregario de lujo tanto en llano como en montaña de su líder Nairo Quintana, quien se proclamó ganador de la carrera haciendo historia.
En junio, es tercero en el campeonato español de contrarreloj, detrás de sus compañeros Alejandro Valverde e Ion Izagirre.
En agosto, corrió la Vuelta a España, en un equipo cuyos líderes eran Valverde y Quintana. Con sus compañeros de equipo, ganó la primera etapa, una carrera contra el crono por equipos. Esta victoria le permitió tomar el maillot rojo (como en 2012), que se lleva el día siguiente Valverde. En los campeonatos del mundo de carretera en Ponferrada, Castroviejo es seleccionado para contra el reloj y para la prueba en línea. Es 10.º en contrarreloj. Durante la carrera de ruta, es compañero de equipo de Valverde, medalla de bronce, y él termina en el puesto 51.º.
A posteriori, el contrato que le une a Movistar se prorroga dos años más.

##### 2015: nuevo éxito en el Campeonato de España Contrarreloj
En 2015, Castroviejo ganó el Campeonato Nacional Contrarreloj por segunda vez en su carrera. Su actuación fue tan destacada que incluso llegó a doblar a un gran contrarrelojista, que la semana anterior había sido 3.º en la prueba contra el reloj de los primeros Juegos Europeos de la historia, Luis León Sánchez.
Después, fue seleccionado por Movistar para correr su segundo Tour de Francia y ser un gregario de lujo para Nairo Quintana y Alejandro Valverde en el llano y en la crono por equipos. En la crono individual de Utrecht logró un destacado 6.º puesto y en la crono por equipos fue 3.º junto con sus compañeros.

##### 2016: a las puertas en Río 2016 y en la Vuelta
Jonathan Castroviejo fue uno de los elegidos para competir en los Juegos Olímpicos de 2016 representando a España en las pruebas de ruta y de contrarreloj. En la prueba de contrarreloj, Castroviejo siempre rodó cerca de los favoritos durante toda la prueba, pero finalmente el británico Chris Froome le apartaría del podio relegando a Castroviejo a la 4.ª posición.
En la Vuelta a España 2016, marcó el mejor tiempo provisional de la 19.ª etapa, etapa contrarreloj, pero que tuvo idéntico desenlace al de los Juegos Olímpicos, siendo Chris Froome el único ciclista que pudo batir a Jonathan en la línea de meta, dejando al vizcaíno a las puertas de lograr su primera etapa en una gran vuelta.

## Palmarés
| 2009 - 1 etapa del Tour de Haut Anjou - 1 etapa de la Ronde d'Isard - 1 etapa del Tour del Porvenir 2011 - 1 etapa del Tour de Romandía - 1 etapa de la Vuelta a la Comunidad de Madrid - 2.º en el Campeonato de España Contrarreloj 2012 - 1 etapa de la Vuelta a la Comunidad de Madrid - 2.º en el Campeonato de España Contrarreloj 2013 - Campeonato de España Contrarreloj 2014 - 3.º en el Campeonato de España Contrarreloj 2015 - Campeonato de España Contrarreloj | 2016 - 2.º en el Campeonato de España Contrarreloj - Campeonato Europeo Contrarreloj - 3.º en el Campeonato del Mundo Contrarreloj 2017 - 1 etapa de la Vuelta al Algarve - Campeonato de España Contrarreloj 2018 - Campeonato de España Contrarreloj - 2.º en el Campeonato Europeo Contrarreloj 2019 - Campeonato de España Contrarreloj 2023 - Campeonato de España Contrarreloj |

## Resultados

### Grandes Vueltas
Durante su carrera deportiva ha conseguido los siguientes puestos en las Grandes Vueltas:
| Carrera | Carrera         | 2008 | 2009 | 2010 | 2011 | 2012  | 2013 | 2014 | 2015 | 2016 | 2017 | 2018  | 2019 | 2020 | 2021 | 2022 | 2023 | 2024 | 2025 |
| ------- | --------------- | ---- | ---- | ---- | ---- | ----- | ---- | ---- | ---- | ---- | ---- | ----- | ---- | ---- | ---- | ---- | ---- | ---- | ---- |
|         | Giro de Italia  | —    | —    | —    | —    | —     | —    | 57.º | —    | —    | —    | —     | —    | 24.º | 23.º | 64.º | —    | —    | 61.º |
|         | Tour de Francia | —    | —    | —    | —    | —     | 97.º | —    | 24.º | —    | 60.º | 70.º  | 50.º | Ab.  | 23.º | 48.º | 15.º | 53.º | —    |
|         | Vuelta a España | —    | —    | —    | —    | 148.º | —    | 65.º | —    | 36.º | —    | 100.º | —    | —    | —    | —    | 60.º | —    | —    |

### Clásicas, Campeonatos y JJ. OO.
| Carrera                 | Carrera                 | 2008 | 2009          | 2010          | 2011          | 2012  | 2013          | 2014          | 2015          | 2016 | 2017          | 2018          | 2019          | 2020          | 2021 | 2022 | 2023 | 2024  |
| ----------------------- | ----------------------- | ---- | ------------- | ------------- | ------------- | ----- | ------------- | ------------- | ------------- | ---- | ------------- | ------------- | ------------- | ------------- | ---- | ---- | ---- | ----- |
| Strade Bianche          | Strade Bianche          | —    | —             | —             | —             | —     | —             | 38.º          | —             | —    | —             | —             | —             | —             | —    | —    | —    | —     |
|                         | Milán-San Remo          | —    | —             | —             | 131.º         | —     | 113.º         | —             | —             | —    | —             | —             | —             | —             | —    | —    | —    | —     |
| A Través de Flandes     | A Través de Flandes     | —    | —             | —             | —             | —     | —             | —             | 86.º          | —    | —             | —             | —             | X             | —    | —    | —    | —     |
| E3 Saxo Classic         | E3 Saxo Classic         | —    | —             | —             | —             | —     | —             | —             | Ab.           | —    | —             | —             | —             | X             | —    | —    | —    | —     |
|                         | Tour de Flandes         | —    | —             | Ab.           | Ab.           | —     | —             | —             | —             | —    | —             | —             | —             | —             | —    | —    | —    | —     |
| Scheldeprijs            | Scheldeprijs            | —    | —             | —             | 106.º         | —     | —             | —             | —             | —    | —             | —             | —             | —             | —    | —    | —    | —     |
|                         | París-Roubaix           | —    | —             | —             | Ab.           | —     | —             | —             | —             | —    | —             | —             | —             | X             | —    | —    | —    | —     |
| Amstel Gold Race        | Amstel Gold Race        | —    | —             | —             | 86.º          | —     | —             | —             | —             | —    | —             | —             | —             | X             | —    | —    | —    | —     |
| Flecha Valona           | Flecha Valona           | —    | —             | —             | 84.º          | —     | —             | —             | —             | —    | —             | —             | —             | —             | —    | —    | —    | —     |
|                         | Lieja-Bastoña-Lieja     | —    | —             | —             | Ab.           | —     | —             | —             | —             | —    | —             | —             | —             | —             | —    | —    | —    | —     |
| Clásica San Sebastián   | Clásica San Sebastián   | —    | —             | —             | —             | —     | 70.º          | Ab.           | —             | 89.º | 48.º          | 26.º          | 31.º          | X             | —    | Ab.  | —    | Ab.   |
| EuroEyes Classics       | EuroEyes Classics       | —    | —             | —             | —             | —     | —             | —             | 51.º          | —    | —             | —             | —             | X             | X    | —    | —    | 108.º |
| Gran Premio de Quebec   | Gran Premio de Quebec   | X    | X             | X             | X             | —     | 18.º          | —             | 121.º         | —    | —             | —             | 72.º          | X             | X    | —    | —    | —     |
| Gran Premio de Montreal | Gran Premio de Montreal | X    | X             | X             | X             | —     | 27.º          | —             | 21.º          | —    | —             | —             | 35.º          | X             | X    | —    | —    | —     |
| París-Tours             | París-Tours             | —    | —             | —             | Ab.           | —     | —             | —             | —             | —    | —             | —             | —             | —             | —    | —    | —    | —     |
|                         | Giro de Lombardía       | —    | —             | Ab.           | —             | —     | —             | —             | —             | —    | —             | —             | Ab.           | —             | 63.º | —    | —    | 59.º  |
| JJ. OO. (Ruta)          | JJ. OO. (Ruta)          | —    | No se disputó | No se disputó | No se disputó | 26.º  | No se disputó | No se disputó | No se disputó | 89.º | No se disputó | No se disputó | No se disputó | No se disputó | —    | ND   | ND   | —     |
| JJ. OO. (CRI)           | JJ. OO. (CRI)           | —    | No se disputó | No se disputó | No se disputó | 6.º   | No se disputó | No se disputó | No se disputó | 4.º  | No se disputó | No se disputó | No se disputó | No se disputó | —    | ND   | ND   | —     |
| Mundial en Ruta         | Mundial en Ruta         | —    | —             | —             | —             | 122.º | 48.º          | 51.º          | —             | Ab.  | 31.º          | Ab.           | Ab.           | —             | —    | —    | —    | —     |
| Mundial Contrarreloj    | Mundial Contrarreloj    | —    | —             | —             | 11.º          | 22.º  | 14.º          | 10.º          | 4.º           | 3.º  | 14.º          | 6.º           | 24.º          | —             | —    | —    | —    | —     |
| Europeo Contrarreloj    | Europeo Contrarreloj    | X    | X             | X             | X             | X     | X             | X             | X             | 1.º  | —             | 2.º           | —             | —             | —    | —    | —    | —     |
| España en Ruta          | España en Ruta          | —    | 38.º          | —             | —             | —     | —             | —             | 66.º          | 34.º | 20.º          | 19.º          | —             | —             | —    | —    | —    | —     |
| España Contrarreloj     | España Contrarreloj     | —    | 6.º           | 5.º           | 2.º           | 2.º   | 1.º           | 3.º           | 1.º           | 2.º  | 1.º           | 1.º           | 1.º           | —             | —    | —    | 1.º  | —     |

—: no participa
Ab.: abandono

## Equipos
- Orbea (2008-2009)
  - Orbea-Oreka SDA (2008)
  - Orbea (2009)
- Euskaltel-Euskadi (2010-2011)
- Movistar Team (2012-2017)
- Sky/INEOS (2018-)
  - Team Sky (2018-2019)
  - Team INEOS (2019-2020)
  - INEOS Grenadiers (2020-)